# Trichomycterus itacarambiensis
Trichomycterus itacarambiensis es una especie de peces de la familia Trichomycteridae en el orden de los Siluriformes.

## Morfología
• Los machos pueden llegar alcanzar los 8,3 cm de longitud total.

## Distribución geográfica
Se encuentra en Minas Gerais (Brasil ).